# Sinagoga Židovske vjerske zajednice Bet Israel u Zagrebu
Sinagoga Židovske vjerske zajednice Bet Israel nalazi se na Mažuranićevom trgu u zagrebačkoj gradskoj četvrti Donji grad u neposrednoj blizini Hrvatskog narodnog kazališta u Zagrebu.

## Povijest zajednice i prostor
Židovska vjerska zajednica Bet Israel utemeljena je u lipnju 2006. godine. Prvi predsjednik Zajednice
bio je prof. dr. Ivo Goldstein. Prostor u kojem se zajednica nalazi uredio je umjetnik Toni Franović.

## Galerija
- Prednje pročelje zgrade u kojoj se nalazi sinagoga
- Ploča na ulazu
- Unutrašnjost sinagoge
- Unutrašnjost sinagoge
- Unutrašnjost sinagoge
- Unutrašnjost sinagoge
- Unutrašnjost sinagoge
- Unutrašnjost sinagoge
- Unutrašnjost sinagoge

## Vanjske poveznice
|  | Zajednički poslužitelj ima još gradiva o temi Sinagoga Židovske vjerske zajednice Bet Israel u Zagrebu |

- Više informacija o radu i aktivnostima Židovske vjerske zajednice Bet Israel možete pronaći na poveznici: (hrv.)